# Frances Wood

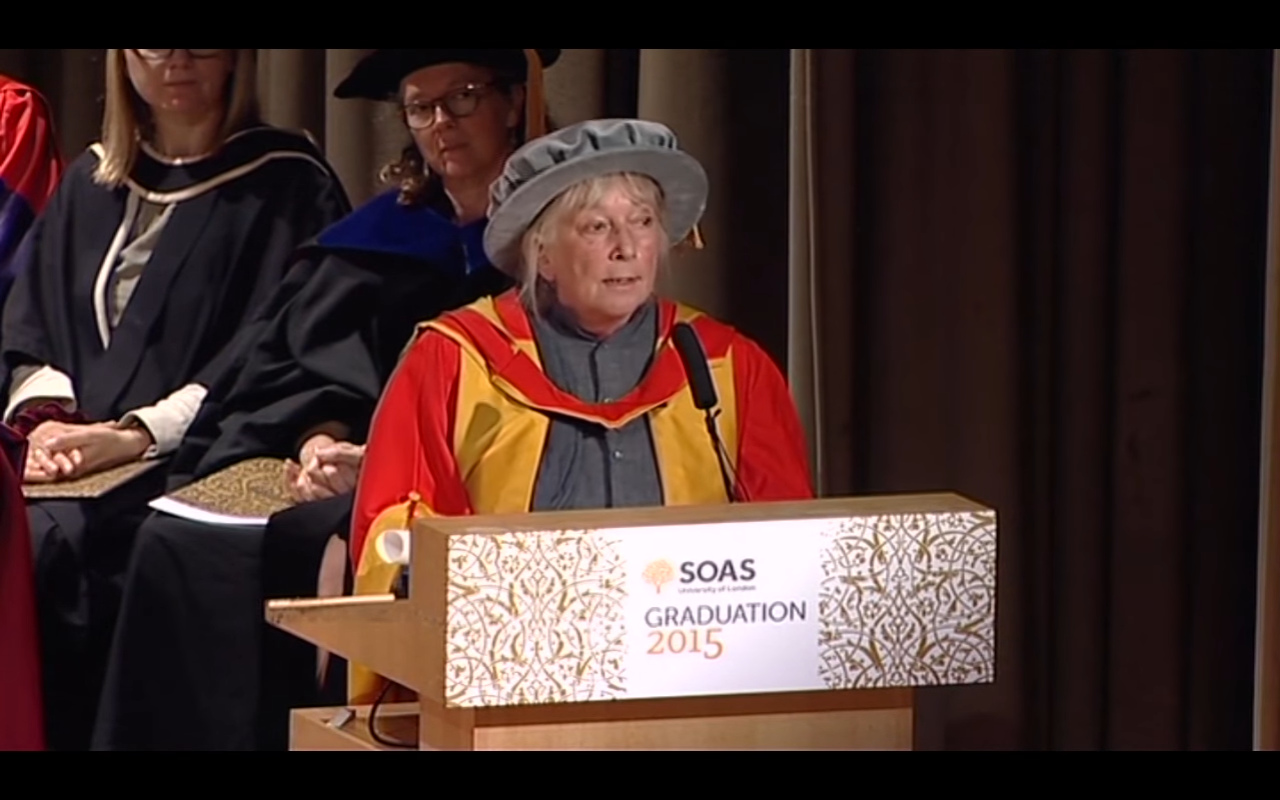
Frances Wood bei ihrer Ehrung an der School of Oriental and African Studies (Universität London) 2015

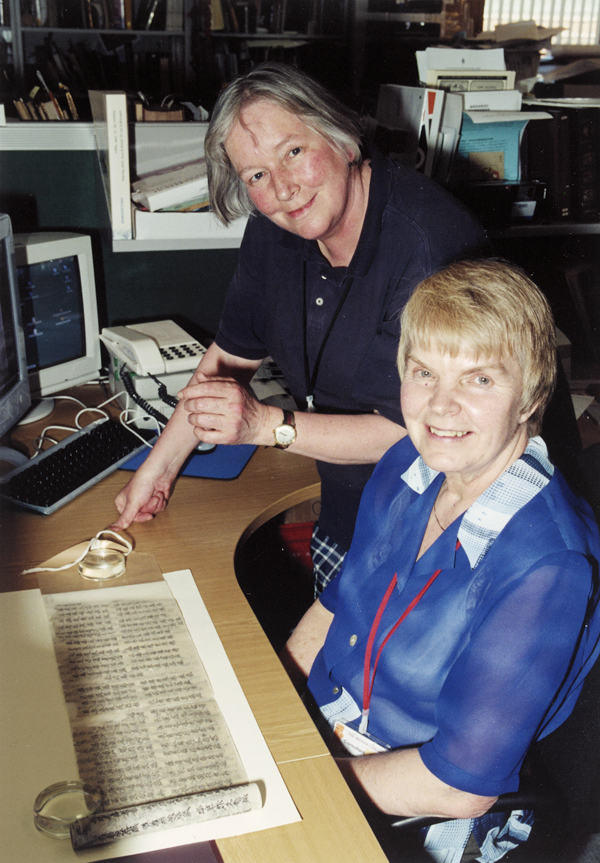
Frances Wood (stehend) mit Ksenija B. Keping (sitzend) in der British Library (März 2001)

Frances Wood (chinesischer Name Wú Fāng-sī 吴芳思; * 1. Mai 1948 in London) ist eine britische  Bibliothekarin, Sinologin und Historikerin, die besonders durch ihre Werke über chinesische Geschichte bekannt wurde.

## Biographie
Frances Wood, geboren in London im Jahr 1948, besuchte ab 1967 die Kunsthochschule in Liverpool und ging dann an das Newnham College der University of Cambridge. Von 1975 bis 1976 – zur Zeit der Kulturrevolution – studierte sie Chinesische Sprache an der Universität Peking.
„Von 1975 an verbrachte ich dann ein Jahr in Peking und studierte dort am Spracheninstitut, einem staubigen Gebäudekomplex in den nordwestlichen Vorstädten. […] vereint durch unsere merkwürdigen Erfahrungen als »Arbeiter-Bauern-Soldaten«-Studenten: Wir hatten gelernt, auf den Reisfeldern Setzlinge zu stecken, Chinakohl haltbar einzulagern, um dann zwischen November und März nichts anderes zu essen zu bekommen, und kunstgerecht Handgranaten zu werfen – auf Kosten des British Council und als Teil unserer obligatorischen sportlichen Ertüchtigung Mittwoch nachmittags.“
Nach ihrer Rückkehr kam sie 1977 an die British Library in London und war bis 2013 Leiterin der dortigen China-Abteilung.
In ihrem 1995 erschienenen Buch Did Marco Polo go to China? (deutsch Marco Polo kam nicht bis China) setzt sie sich kritisch mit den Ungereimtheiten des Reiseberichts und des siebzehnjährigen Aufenthalts von Marco Polo in China auseinander. Zu diesem Thema hielt sie auch einige Radiokollegs ab.

## Schriften (Auswahl)
- 1985 Chinese illustration. British Library, ISBN 978-0-7123-0053-7.
- Andrei V. Subbotin, Frances Wood (Hrsg.): China. Caught in time, Reading : Garnet, 1993 ISBN 1-873938-30-6
- 1995 Did Marco Polo go to China? Secker & Warburg, ISBN 978-0-436-20384-8.
  - Marco Polo kam nicht bis China. Übersetzung Barbara Reitz, Bernhard Jendricke. München : Piper, 1996 ISBN 978-3-492-03886-7
- 2000 Hand-grenade practice in Peking: my part in the Cultural Revolution. John Murray, ISBN 978-0-7195-5781-1.
- 2000 No Dogs and Not Many Chinese: Treaty Port Life in China, 1843–1943. John Murray, ISBN 978-0-7195-6400-0.
- 2002 The Silk Road: Two Thousand Years in the Heart of Asia. University of California Press, ISBN 978-0-520-23786-5.
  - Entlang der Seidenstraße : Mythos und Geschichte. Übersetzung Nixe Duell-Pfaff, Dirk Oetzmann. Stuttgart : Theiss, 2007 ISBN 978-3-8062-2068-1
- 2005 The Forbidden City. British Museum Press, ISBN 978-0-7141-2789-7.
- 2007 The First Emperor of China. Profile Books, ISBN 978-1-84668-032-8.
- 2008 China’s First Emperor and His Terracotta Warriors. St. Martin’s Press, ISBN 978-0-312-38112-7.
- 2017 Great Books of China. Head of Zeus, ISBN 978-1-78669-451-5.